# Bernard Montgomery
Thống chế Anh Quốc Bernard Law Montgomery, Tử tước Montgomery thứ 1 xứ Alamein, còn được gọi là "Monty" (17 tháng 11 1887 - 24 tháng 3 1976) là một tướng lĩnh quân đội Anh, nổi tiếng vì đã đánh bại lực lượng Quân đoàn Phi Châu (Afrikakorps) của tướng Đức Quốc xã Rommel tại trận El Alamein thứ hai, một bước ngoặt quan trọng trong chiến dịch Sa mạc Tây ở châu Phi năm 1942. Quân do ông chỉ huy cũng góp một phần đánh bật các lực lượng khối Trục ra khỏi Bắc Phi. Ông cũng là một người chỉ huy nổi bật của quân đội Đồng Minh ở Ý và Tây Bắc châu Âu, trong chiến dịch Overlord và sau trận Normandy.

## Trước Chiến tranh thế giới thứ nhất
Bernard Montgomery sinh tại Kennington, Luân Đôn năm 1887, con thứ 4 trong 9 người con của linh mục Anh giáo Henry Hutchinson Montgomery và bà Maud Montgomery (gia đình họ Farrar). Ông nội là Robert Montgomery, từng cai quản quân sự tại Ấn Độ và mất khi khi Bernard Montgomery mới được 1 tháng tuổi, để lại di sản của tổ tiên họ Montgomery tại New Park thuộc Moville, County Donegal.
Di sản này vẫn còn nợ £13.000 và Henry (cha của Bernard Montgomery) phải chật vật bán của cải trả nợ. Năm 1889 Henry Montgomery được phong làm giám mục tại Tasmania, Úc, bấy giờ còn là thuộc địa của Anh. Ông thường vắng nhà về quê giảng đạo. Bà vợ ở nhà chẳng những không chăm sóc mà còn thường xuyên đánh đập bỏ bê bầy con mình. Anh chị em của Bernard có người chết trẻ, và có người phải bỏ về Anh. Mẹ ông không dạy con, chỉ đôi lúc mướn người từ Anh sang dạy. Bernard do hoàn cảnh thơ ấu tệ hại không được dạy dỗ tốt, trở thành một thiếu niên với tính cách ngỗ ngược. Ông tự thú nhận: 
Tôi là một đứa trẻ khá tệ. Hồi ấy chả ai chịu đựng được tính cách tồi tệ của tôi.
Vì vậy, Montgomery sau đó từ chối không cho con mình liên hệ với bà nội, và khi bà chết năm 1949, ông không đến dự đám tang.
Năm 1901 gia đình Montgomery về lại Luân Đôn, Bernard học tại trường St Paul's sau đó vào trường Quân sự Hoàng gia tại Sandhurst. Ông từng suýt bị trục xuất vì cố tình đốt cháy một học sinh cùng khóa, khi gây gổ vì cờ bạc. Năm 1908 Bernard nhập ngũ vào tiểu đoàn 1, Trung đoàn Warwickshire của quân đội Anh quốc, và hành quân lần đầu tại Ấn Độ.

## Chiến tranh thế giới thứ nhất
Chiến tranh thế giới thứ nhất bùng nổ vào tháng 8 năm 1914 và ít lâu sau đó, Bernard Montgomery chiến đấu cùng đồng đội tại chiến trường nước Pháp. Trong cuộc rút lui từ Mons, gần nửa tiểu đoàn của ông bị tử thương. Ngày 13 tháng 10 ông bị thương nặng, viên đạn trúng ngực làm thủng phổi bên phải nguy hiểm đến tính mạng. Đồng đội ông thấy vậy đã đào huyệt chờ chôn ông nhưng ông sống sót một cách thần kì. Một y sĩ quân đội tiến đến cứu Montgomery nhưng bị bắn chết và ngã gục đè lên ông. Xác chết người y sĩ che đạn cho gần như toàn bộ người ông và Montgomery chỉ bị thêm một phát đạn ở đầu gối. Khi hồi phục, Montgomery được trao huân chương xuất sắc.
Đầu năm 1915 Montgomery được cử làm chỉ huy huấn luyện cho bộ binh Anh, còn gọi là Đạo quân của Kitchener. Năm 1916 ông theo hành quân tại Mặt trận phía Tây tham gia các cuộc chiến tại Somme, Arras, và Passchendaele. Do khả năng chỉ huy và điều động quân sự giỏi, Montgomery giúp chì huy mình là tướng Herbert Plumer đạt nhiều mục đích chiến lược với thiệt hại thấp.
Montgomery tham gia cuộc chiến tại Lys và Chemin-des-Dames. Đến cuối chiến tranh ông được cử làm sĩ quan tư lệnh và sau đó lên chức tổng chỉ huy sư đoàn 47, với quân hàm trung tá.

## Giữa hai cuộc chiến

### Những năm 1920
Sau Chiến tranh thế giới thứ nhất, Montgomery chỉ huy Tiểu đoàn 17, một tiểu đoàn trong Quân đội sông Rhine của Anh, trước khi trở lại cấp bậc cao hơn vào tháng 11 năm 1919. Đầu tiên ông không được chọn vào trường Cao đẳng Quân sự ở Camberley, Surrey. Nhưng tại một bữa tiệc quần vợt ở Cologne, ông đã có thể thuyết phục Tổng tư lệnh, Nguyên soái William Robertson, để thêm tên của ông vào danh sách học viên.
Sau khi tốt nghiệp trường Cao đẳng Quân sự, ông được bổ nhiệm làm chuyên viên lữ đoàn trong Lữ đoàn Bộ binh số 17 vào tháng 1 năm 1921. Lữ đoàn được đóng quân tại Quận Cork, Ireland, thực hiện các hoạt động chống nổi dậy trong các giai đoạn cuối cùng của cuộc chiến tranh độc lập Ireland. Montgomery đi đến kết luận rằng cuộc xung đột có thể tránh được, nếu chính phủ cho Ireland quyền tự quyết và đây giải pháp khả thi duy nhất.
Vào tháng 5 năm 1923, Montgomery được đưa đến Sư đoàn Bộ Binh thứ 49 (West Riding). Ông trở lại Tiểu đoàn 1, Trung đoàn Hoàng gia Warwickshire vào năm 1925 với tư cách là tư lệnh và được thăng chức vào tháng 7 năm 1925. Từ tháng 1 năm 1926 đến tháng 1 năm 1929, ông giữ chức Phó tổng giám đốc phụ tá tại trường Cao đẳng Quân sự, Camberley, dưới quân hàm đại tá.

### Hôn nhân và gia đình
Vào năm 1925, Montgomery khi đã ở tuổi 30, đã phải lòng một cô gái 17 tuổi, Betty Anderson. Phương pháp tán tỉnh khá đặc biệt: bao gồm vẽ sơ đồ trên cát về cách ông sẽ triển khai xe tăng và bộ binh của mình trong một cuộc chiến tranh trong tương lai, một dự báo dường như rất xa tại thời điểm đó. Betty tôn trọng tham vọng của ông nhưng từ chối lời cầu hôn của ông.
Năm 1927, ông gặp và kết hôn với Elizabeth (Betty) Carver, nhũ danh Hobart, góa phụ của Oswald Carver, vận động viên chèo thuyền Olympic đã bị giết trong Thế chiến thứ nhất. Betty Carver là em gái của vị chỉ huy chiến tranh thế giới thứ hai trong tương lai, Thiếu tướng Percy Hobart. Betty Carver có hai con trai ở tuổi thiếu niên, John và Dick, từ cuộc hôn nhân đầu tiên của cô. Dick Carver sau đó đã viết rằng đó là "thật rất dũng cảm" cho Montgomery vì có thể tiếp nhận một góa phụ với hai đứa con. Con trai của Montgomery, David, sinh tháng 8 năm 1928.
Trong khi đi nghỉ ở Burnham vào năm 1937, Betty bị một vết côn trùng cắn và bị nhiễm bệnh, và cô đã chết trong vòng tay của Montgomery do nhiễm trùng huyết sau khi cắt cụt chân. Sự mất mát đã tàn phá Montgomery, người lúc đó đang phục vụ với tư cách một chỉ huy, nhưng ông vẫn khăng khăng tiến hành công việc ngay sau đám tang.

### Những năm 1930
Vào tháng 1 năm 1929, Montgomery trở lại Tiểu đoàn 1, Trung đoàn Hoàng Gia Warwickshire, ông đến Văn phòng Chiến tranh để giúp viết Cẩm nang Huấn luyện Bộ binh vào giữa năm 1929. Năm 1931, Montgomery được bổ nhiệm làm Sĩ quan Chỉ huy của Tiểu đoàn 1, Trung đoàn Hoàng gia Warwickshire và tham gia phục vụ ở Palestine và Ấn Độ. Sau khi hoàn thành nhiệm vụ của mình tại Ấn Độ, Montgomery trở về Anh vào tháng 6 năm 1937, nơi ông nắm quyền chỉ huy Lữ đoàn Bộ binh số 9. Năm 1938, ông tổ chức một cuộc tập trận đổ bộ kết hợp đã gây ấn tượng với Bộ Tư lệnh miền Nam, Tướng Archibald Percival Wavell. Ông được thăng chức vào ngày 14 tháng 10 năm 1938 và nắm quyền chỉ huy Sư đoàn 8 Bộ Binh ở Palestine. Tại đây, ông đã dập tắt một cuộc nổi dậy của người Ả Rập trước khi trở về Anh vào tháng 7 năm 1939, Ông đã bị một căn bệnh nghiêm trọng trên đường trở về.

## Chiến tranh thế giới thứ hai

### Lực lượng viễn chinh Anh

#### Rút lui đến Dunkirk và sơ tán
Anh tuyên chiến với Đức vào ngày 3 tháng 9 năm 1939. Sư đoàn 3 được triển khai sang Bỉ như một phần của Lực lượng viễn chinh Anh (BEF). Trong thời gian này, Montgomery phải đối mặt với rắc rối nghiêm trọng từ cấp trên quân sự của mình và các giáo sĩ cho thái độ thẳng thắn của ông về sức khỏe của binh sĩ, nhưng đã được Alan Brooke cấp trên của ông, chỉ huy của Quân đoàn II gạt đi. Khi người Đức bắt đầu cuộc xâm lược các nước châu âu vào ngày 10 tháng 5 năm 1940 và Sư đoàn 3 tiến vào sông Dijle và sau đó rút lui về Dunkirk với tính chuyên nghiệp cao. Sư đoàn 3 trở về Anh nguyên vẹn với số thương vong tối thiểu. Trong Chiến dịch Dynamo - việc sơ tán 330.000 BEF và quân Pháp sang Anh - Montgomery đảm nhiệm chức tư lệnh Quân đoàn II.
Montgomery được lệnh chuẩn bị sẵn sàng cho Sư đoàn 3 của mình để xâm chiếm Azores Bồ Đào Nha. Mô hình của các đảo đã được chuẩn bị và các kế hoạch chi tiết đã được thực hiện cho cuộc xâm lược. Tuy nhiên kế hoạch lại chuyển sang xâm lược đảo Cape Verde cũng thuộc Bồ Đào Nha mà không báo trước. Sau đó, Montgomery được lệnh chuẩn bị các kế hoạch xâm lược Ireland và chiếm giữ Cork, Cobh và cảng Cork. Những kế hoạch xâm lược này, giống như của các đảo Bồ Đào Nha, cũng không được báo trước và vào tháng 7 năm 1940, Montgomery được bổ nhiệm làm trung tướng và chỉ huy của Quân đoàn V, chịu trách nhiệm bảo vệ Hampshire và Dorset, và bắt đầu một mối hận thù lâu dài với Tổng Tư lệnh miền Nam, Trung tướng Claude Auchinleck.
Vào tháng 4 năm 1941, ông trở thành chỉ huy của Quân đoàn XII chịu trách nhiệm bảo vệ Kent. Trong thời gian này, ông đã thiết lập một chế độ đào tạo liên tục và nhấn mạnh vào rèn luyện thể chất cho cả binh lính với các cấp bậc khác nhau. Ông đã mạnh mẽ trong việc sa thải các sĩ quan mà ông cho là không phù hợp với mệnh lệnh. Vào tháng 12, Montgomery chỉ huy Bộ Tư lệnh Đông Nam giám sát việc bảo vệ Kent, Sussex và Surrey. Ông đổi tên chỉ huy của mình là quân đội Đông Nam để thúc đẩy tinh thần tấn công. Trong thời gian này, ông tiếp tục phát triển và tập luyện ý tưởng của mình và đào tạo binh sĩ của mình vào tháng 5 năm 1942, một tập thể lên đến 100.000 quân.

### Bắc Phi và Ý

#### Lệnh đầu tiên của Montgomery
Năm 1942, một chỉ huy mới đã được yêu cầu đến Trung Đông, nơi Auchinleck đã hoàn thành cả vai trò Tổng Tư lệnh Trung Đông và chỉ huy Quân đội số 8. Ông đã ổn định vị trí Đồng minh trong Trận El Alamein đầu tiên, nhưng sau một chuyến viếng thăm vào tháng 8 năm 1942, Thủ tướng, Winston Churchill, đã thay thế ông và giao cho Tướng Harold Alexander và William Gott làm chỉ huy Quân đội số 8 ở sa mạc phía Tây. Tuy nhiên, sau khi Gott bị giết tại Cairo, Churchill đã được thuyết phục bởi Brooke, người lúc này là chỉ huy trưởng của Imperial General Staff (CIGS), đã bổ nhiệm Montgomery, người vừa mới được chỉ định thay thế Alexander làm tư lệnh cho Chiến dịch Torch, cuộc xâm lược của Bắc Phi thuộc Pháp.
Nhận lệnh vào ngày 13 tháng 8 năm 1942, Montgomery lập tức ra lệnh thành lập Quân đoàn X, trong đó có tất cả các sư đoàn bọc thép để chiến đấu bên cạnh Quân đoàn XXX của ông mà tất cả đều là bộ binh. Điều này hoàn toàn không giống với một Quân đoàn Panzer của Đức. Một trong những Quân đoàn Panzer của Rommel kết hợp các bộ binh, thiết giáp và các đơn vị pháo binh dưới một chỉ huy quân đoàn. Chỉ huy chung duy nhất cho tất cả bộ binh của Montgomery và tất cả quân đoàn thiết giáp là Tư lệnh quân đoàn thứ 8. Montgomery củng cố 30 dặm (48 km) đường phía trước tại El Alamein, và mất hai tháng để hoàn thành. Ông yêu cầu Alexander gửi cho ông hai sư đoàn Anh mới và sau đó đã đến Ai Cập và dự kiến sẽ được triển khai để bảo vệ đồng bằng sông Nile. Ông đã chuyển khu vực điều hành của mình sang Burg al Arab, gần với khu chỉ huy Không quân để phối hợp tốt hơn các hoạt động kết hợp. Montgomery đã xác định rằng Quân đội, Hải quân và Không quân nên chiến đấu theo cách thống nhất, tập trung theo kế hoạch chi tiết. Montgomery ra lệnh hủy bỏ tất cả các kế hoạch dự phòng rút lui. "Tôi đã hủy bỏ kế hoạch rút lui. Nếu chúng ta bị tấn công, thì sẽ không có rút lui. Nếu chúng ta không thể sống ở đây, thì chúng ta sẽ chết ở đây", Ông nói với binh lính của mình trong cuộc họp đầu tiên trong sa mạc.

#### Trận chiến đầu tiên vớiRommel
Rommel đã cố gắng để rẽ cánh trái của Quân đội thứ 8 trong trận Alam el Halfa từ ngày 31 tháng 8 năm 1942. Cuộc tấn công bộ binh Quân đoàn Đức/Ý đã thất bại nặng nề trong trận chiến. Các lực lượng của Rommel phải rút lui một cách khẩn cấp. Montgomery bị chỉ trích vì không phản công ngay lập tức khi lực lượng Rommel rút lui, nhưng ông cảm thấy rằng việc xây dựng các lực lượng Anh của ông vẫn chưa sẵn sàng.
Kế hoạch tấn công Libya là điều cần thiết nhằm dành các sân bay để hỗ trợ Malta và tạo đe dọa từ phía sau đối với các lực lượng Đức/Ý. Montgomery chuẩn bị tỉ mỉ cho cuộc tấn công mới sau khi thuyết phục Churchill rằng không còn thời gian lãng phí. Ông quyết tâm không đấu tranh cho đến khi nghĩ rằng đã có đủ chuẩn bị cho một chiến thắng quyết định, và đưa niềm tin của mình vào việc thu thập tài nguyên, lập kế hoạch chi tiết, đào tạo quân đội - đặc biệt là trong việc dọn sạch các bãi mìn và chiến đấu vào ban đêm và trong cả việc sử dụng 252 Xe tăng Sherman do Mỹ chế tạo, pháo đài tự hành 90 M7 Priest, và thực hiện một chuyến thăm cá nhân tới mọi đơn vị tham gia tấn công. Vào thời điểm cuộc tấn công, mọi đã sẵn sàng vào cuối tháng 10, quân đội thứ 8 có 231.000 có quân nhân.

#### El Alamein
Trận El Alamein thứ hai bắt đầu vào ngày 23 tháng 10 năm 1942, và kết thúc 12 ngày sau đó với một trong những chiến thắng quy mô lớn đầu tiên của đồng minh trong chiến tranh. Montgomery đã dự đoán chính xác cả thời gian của trận đánh và số thương vong (13.500). Ngay sau khi các đơn vị thiết giáp và bộ binh đồng minh đã vượt qua các chiến tuyến Đức/Ý và truy đuổi các lực lượng địch với tốc độ cao dọc theo đường bờ biển, thì một trận mưa lớn xảy khắp khu vực, khiến các xe tăng và xe tải hỗ trợ ngập trong bùn sa mạc. Montgomery, đứng trước các sĩ quan của mình tại bộ chỉ huy và gần rơi nước mắt, thông báo rằng ông buộc phải ra lệnh dừng truy đuổi. Nhà sử học Corelli Barnett đã chỉ ra rằng mưa cũng ảnh hưởng lớn đến người Đức, và do đó thời tiết là một giải thích không đầy đủ cho việc không tạo ra bước đột phá nào trong trận này, tuy nhiên nhiên trận El Alamein là một thành công lớn cho Montgomery. Hơn 30.000 binh lính Đức đã bị bắt, bao gồm cả tướng Von Thoma, cũng như tám sĩ quan khác. Rommel, ở trong bệnh viện ở Đức vào lúc bắt đầu cuộc chiến, buộc phải quay trở lại chiến trường vào ngày 25 tháng 10 năm 1942 sau khi Stumme - người thay thế Rommel làm chỉ huy Đức - đã chết vì cơn đau tim trong những giờ đầu tiên của trận chiến.

#### Tunisia
Montgomery áp dụng sức mạnh vượt trội khi nó phù hợp, buộc Rommel ra khỏi các vị trí phòng thủ liên tiếp. Vào ngày 6 tháng 3 năm 1943, cuộc tấn công của Rommel vào quân đoàn thứ 8 mở rộng tại Medenine (Chiến dịch Capri) với sự tập trung lớn nhất của thiết giáp Đức ở Bắc Phi đã bị đẩy lùi thành công. Tại Mareth Line, ngày 20 đến 27 tháng 3, khi Montgomery gặp phải sự kháng cự dữ dội hơn ông dự đoán, ông đã chuyển nỗ lực lớn trong việc thành một gọng kìm, được hỗ trợ bởi máy bay ném bom RAF tầm thấp.
Đối với vai trò của mình ở Bắc Phi, Montgomery đã được Chính phủ Hoa Kỳ trao tặng Huân chương Tư lệnh trưởng.

#### Sicily
Cuộc tấn công của Đồng minh lớn tiếp theo là cuộc tấn công vào Sicily (Chiến dịch Husky). Montgomery xem xét các kế hoạch ban đầu cho cuộc tấn công của Đồng minh, đã được đồng ý theo nguyên tắc của Tướng Dwight D. Eisenhower, Tư lệnh Đồng minh Tối cao tại Địa Trung Hải, và Tướng Alexander, chỉ huy Nhóm 15. Montgomery lên kế hoạch tái thiết để tập trung lực lượng quân Đồng minh, bên cạnh đó Trung tướng của quân đội Mỹ George Patton hiện diện tại vịnh Gela (trên sườn trái của quân đoàn thứ 8, bao vây quanh Syracuse phía đông nam của Sicily) thay vì gần Palermo ở phía tây và phía bắc của Sicily. Căng thẳng liên minh tăng lên khi các chỉ huy Mỹ, Patton và Omar Bradley (sau đó chỉ huy Quân đoàn II Hoa Kỳ dưới Patton), đã phản ứng trước thái độ không đúng mực và sự khoe khoang của Montgomery.

#### Chiến dịch tại Ý
Vào cuối năm 1943, Montgomery tiếp tục chỉ huy quân đoàn thứ 8 trong cuộc đổ bộ trên lục địa Ý bắt đầu với Chiến dịch Baytown. Cùng với việc đổ bộ của liên quân Anh-Mỹ tại Salerno (gần Naples) của Quân đoàn số 5 của Trung tướng Mark Clark và các cuộc đổ bộ trên biển của các lính dù Anh (bao gồm cả cảng chính Taranto, nơi họ lên bờ mà không có sự kháng cự trực tiếp khi vào cảng), Montgomery dẫn đầu quân đoàn 8 tiến vào nước Ý. Montgomery lo lắng về việc thiếu sự phối hợp, sự phân tán nỗ lực, sự lộn xộn về chiến lược và cơ hội mà ông thấy trong nỗ lực của Đồng Minh ở Ý.

### Normandy
Montgomery trở về Anh vào tháng 1 năm 1944. Ông được giao nhiệm vụ chỉ huy Tập đoàn Quân 21 bao gồm tất cả các lực lượng mặt đất của Đồng minh tham gia Chiến dịch Overlord, tên mã cho cuộc tấn công của Đồng Minh tại Normandy. Chỉ huy chung được giao cho Tư lệnh tối cao của Lực lượng viễn chinh Đồng minh, Tướng Dwight D. Eisenhower. Cả Churchill và Eisenhower đã tìm thấy Montgomery khó chịu để làm việc và muốn vị trí này cho tướng Harold Alexander dễ chịu hơn. Tuy nhiên, người bảo trợ của Montgomery, Tướng Alan Brooke, đã lập luận chắc chắn rằng Montgomery là một vị tướng cao cấp hơn nhiều so với Alexander.
Tại trường St Paul vào ngày 7 tháng 4 và 15 tháng 5, Montgomery trình bày chiến lược của mình cho cuộc tấn công. Ông dự tính một trận chiến chín mươi ngày, với tất cả các lực lượng. Chiến dịch sẽ xoay quanh việc tập trung ở phía đông của Normandy, với quân đội Anh và Canada giữ vai trò thu hút và đánh bại các cuộc tấn công của Đức, tạo điều kiện cho quân đội Mỹ, những người sẽ di chuyển và chiếm bán đảo Cotentin và Brittany, quay về phía nam và sau đó về phía đông bên phải nhằm tạo thành thế gọng kìm.
Trong mười tuần của trận Normandy, điều kiện thời tiết mùa thu bất lợi đã phá vỡ việc tiến công Normandy. Kế hoạch ban đầu của Montgomery là cho quân đội Anh-Canada dưới quyền chỉ huy của mình ngay lập tức từ bãi biển của họ trên bờ biển Calvados hướng tới Caen với mục đích chiếm thành phố vào ngày D hoặc hai ngày sau đó. Montgomery đã cố gắng chiếm Caen với Sư đoàn 3 Bộ binh, Sư đoàn bộ binh số 50 (Northumbrian) và Sư đoàn 3 của Canada nhưng đã bị ngăn chặn từ ngày 6-8 tháng 6 bởi Sư đoàn 21 Panzer và Sư đoàn 12 của Sư đoàn số 12 Hitlerjugend. Bên kia chiến tuyến Rommel ra lệnh cho Sư đoàn 2 Panzer đến Caen trong khi Thống chế Gerd von Rundstedt yêu cầu và nhận được sự cho phép của Hitler để có các sư đoàn ưu tú được gửi tới Caen. Vì thế, Montgomery phải đối mặt với cái mà Stephen Badsey gọi là "đáng gờm nhất" của tất cả các đơn vị Đức ở Pháp. Sư đoàn thứ 12 của Waffen SS Hitlerjugend như tên gọi của nó được rút ra hoàn toàn từ các Thanh niên Hitler cuồn tín và được chỉ huy bởi SS-Brigadeführer Kurt Meyer tàn nhẫn, hay còn gọi là "Panzer Meyer".
Khi chiến dịch tiến triển, Montgomery đã thay đổi kế hoạch ban đầu của mình cho cuộc tấn công và tiếp tục chiến lược thu hút và cầm chân các cuộc phản công của Đức ở khu vực phía bắc Caen hơn là về phía nam, cho phép Quân đội của Hoa Kỳ ở phía tây chiếm Cherbourg. Vào ngày 12 tháng 6, Montgomery ra lệnh cho Sư đoàn 7 vào cuộc, tấn công vào Sư đoàn Panzer Lehr. Tại Villers Bocage vào ngày 14 tháng 6, người Anh đã mất 20 xe tăng Cromwell khi đối đầu với 5 xe tăng Tiger do SS Obersturmführer Michael Wittmann dẫn đầu trong khoảng năm phút. Mặc dù thất bại tại Villers Bocage, Montgomery vẫn lạc quan khi các đồng minh đổ bộ được nhiều quân hơn là thắng thua trong trận chiến, và mặc dù quân Đức đang nắm thế chủ độbbf, Wehrmacht và Waffen SS đang bị tiêu hao đáng kể. Tướng không quân Arthur Tedder phàn nàn rằng không thể di chuyển các phi đội máy bay chiến đấu sang Pháp cho đến khi Montgomery chiếm được một số sân bay. Các cuộc tấn công V-1 đầu tiên trên London, bắt đầu vào ngày 13 tháng 6 đã làm tăng áp lực lên Montgomery.
Trong Chiến dịch Epsom, Quân đoàn VII của Anh chỉ huy bởi Sir Richard O'Connor tiến chiếm Caen từ phía tây bằng cách phá vỡ đường phân chia giữa Panzer Lehr và SS 12 để dành chiến thắng. Epsom bắt đầu tốt với cuộc tấn công của lực lượng O'Connor, Sư đoàn Scotland thứ 15 của Anh đột nhập và Sư đoàn 11 bọc thép ngăn chặn các cuộc phản công của Sư đoàn SS 12. Tướng Friedrich Dollmann của Quân đoàn 7 phải giao phó Quân đoàn SS mới đến để ngăn chặn cuộc tấn công của Anh. Dollmann được thay thế bởi SS Oberstegruppenführer Paul Hausser. O'Connor, với khoảng 4.000 quân, đã giành được một điểm nổi bật rộng 5 dặm (8,0 km) sâu và 2 dặm (3,2 km).
Vào ngày 7 tháng 7, Montgomery bắt đầu Chiến dịch Charnwood với một cuộc tấn công bằng bom, đánh bom khiến nhiều vùng nông thôn Pháp và thành phố Caen trở thành một vùng đất hoang. Người Anh và người Canada đã thành công trong việc tiến vào miền bắc Caen trước khi người Đức sử dụng tàn tích để lợi dụng và ngăn chặn cuộc tấn công. Vào ngày 10 tháng 7, Montgomery ra lệnh cho Bradley bắt Avranches, sau đó Quân đội Mỹ thứ 3 sẽ được kích hoạt để lái xe tới Le Mans và Alençon.
Cuộc kháng chiến của lực lượng Pháp đã đưa ra kế hoạch Violet vào tháng 6 năm 1944 để tiêu diệt hệ thống điện thoại tại Pháp, buộc người Đức phải sử dụng radio của họ nhiều hơn và nhiều hơn nữa để giao tiếp, và khi những người phá mã, Bletchley Park đã phá vỡ nhiều thông tin quân sự Đức, Montgomery đã nắm được nhiếu thông tin về tình hình của Đức. Vì vậy, Montgomery biết rằng Nhóm B của quân đội Đức đã mất 96.400 quân trong khi chỉ nhận được 5.200 quân thay thế và Sư đoàn Panzer Lehr hiện chỉ còn 40 xe tăng.
Vào sáng sớm ngày 18 tháng 7 năm 1944, Chiến dịch Goodwood bắt đầu với những chiếc máy bay ném bom hạng nặng của Anh bắt đầu các cuộc tấn công bom đánh bom tàn phá những gì còn lại sót lại của Caen và các vùng nông thôn xung quanh. Vụ đánh bom của Anh đã phá hỏng các đơn vị tiền tuyến của Đức. Montgomery bày tỏ sự hài lòng của mình với kết quả của Goodwood. Tuy nhiên việc này dẫn đến sự không hài lòng của Eisenhower.
Nhiều sĩ quan Mỹ đã cho rằng Montgomery là một người đàn ông khó ưa và sau Chiến dịch Goodwood. Mặc dù tranh chấp giữa Eisenhower-Montgomery đôi khi được mô tả trong các thuật ngữ dân tộc như là một cuộc đấu tranh Anh-Mỹ, đó là khi Tướng không quân Anh Arthur Tedder, người đã yêu cầu Eisenhower thay thế Montgomery. Tedder dẫn đầu chiến dịch "sa thải Monty", nó khuyến khích kẻ thù Mỹ của Montgomery ép Eisenhower thay thế Montgomery. Brooke đã rất lo lắng về chiến dịch "sa thải Monty", Brooke đến thăm Montgomery tại trụ sở chiến thuật (TAC) ở Pháp. Brooke khuyên Montgomery mời Churchill đến Normandy, tranh luận rằng nếu chiến dịch "sa thải Monty" thắng thì sự nghiệp của ông sẽ kết thúc và như vậy ông cần có sự ủng hộ của Churchill để cứu chính mình. Vào ngày 20 tháng 7, Montgomery gặp Eisenhower và vào ngày 21 tháng 7 Churchill tại TAC ở Pháp. Không có ghi chú nào được đưa ra tại các buổi họp Eisenhower-Montgomery và Churchill-Montgomery, nhưng Montgomery có thể thuyết phục cả hai người không loại bỏ ông.
Sau cuộc đột kích của Mỹ, theo sau trận Falaise Gap, quân đội Anh, Canada và Ba Lan thuộc Quân đoàn 21 được chỉ huy bởi Montgomery tiến về phía nam trong khi binh lính Mỹ và Pháp thuộc Nhóm 12 của Quân đội Bradley tiến lên phía bắc để bao vây Quân đội Đức tại Falaise như Montgomery gọi là "một trận chiến hủy diệt khổng lồ" vào tháng 8 năm 1944. Montgomery bắt đầu tấn công vào vùng Suisse Normande với Chiến dịch Bluecoat cùng với Quân đoàn VIII của Sir Richard O'Connor và Quân đoàn XXX của Gerard Bucknall tiến về phía nam. Montgomery đã sa thải Bucknall vì không tích cực và thay thế ông bằng Tướng Brian Horrocks. Đồng thời, Montgomery ra lệnh cho Patton có Quân đội thứ ba được cho là sẽ tiến vào Brittany và thay vào đó ra lệnh cho Patton phải chiếm giữ Nantes.

### Tiến đến sông Rhine
Tướng Eisenhower tiếp quản Bộ Tư lệnh Lực lượng Mặt Đất vào ngày 1 tháng 9, trong khi tiếp tục là Tư lệnh Tối cao. Montgomery tiếp tục chỉ huy Nhóm Quân đội 21, hiện nay chủ yếu bao gồm các đơn vị Anh và Canada. Montgomery cay đắng và phẫn nộ vì thay đổi này, mặc dù nó đã được đồng ý trước cuộc tấn công D-Day. Nhà báo người Anh Mark Urban viết rằng Montgomery dường như không thể hiểu được rằng phần lớn trong số 2,2 triệu binh sĩ Đồng Minh chiến đấu chống lại Đức trên Mặt trận phía Tây giờ đây là người Mỹ (tỷ lệ là 3: 1). Winston Churchill đã phong cho Montgomery thành thống chế như một cách đền bù. Vào tháng 9 năm 1944, Montgomery ra lệnh cho Crerar và Quân đội Canada của ông đi chiếm giữ các cảng của Pháp, cụ thể là Calais, Boulogne và Dunkirk. Vào ngày 4 tháng 9, Antwerp, cảng lớn thứ ba ở châu Âu đã bị chiếm giữ bởi Horrocks, với hiện trạng hầu như nguyên vẹn. Lữ đoàn Witte (Lữ đoàn Trắng) của lực lượng kháng chiến Bỉ đã chiếm được Cảng Antwerp, trước khi người Đức có thể phá hủy cảng. Antwerp là một cảng nước sâu nội địa nối với Biển Bắc qua sông Scheldt. Scheldt đủ rộng và được nạo vét đủ sâu để cho phép các tàu biển đi qua.
Nhóm Quân đội 21 của Montgomery tiến vào sông Rhine vào tháng 2 năm 1945. Một kế hoạch vượt sông đã được thực hiện tỉ mỉ vào ngày 24 tháng Ba. Vào ngày 4 tháng 5 năm 1945, tại Lüneburg Heath, Montgomery chấp nhận sự đầu hàng của các lực lượng Đức ở phía tây bắc Đức, Đan Mạch và Hà Lan.

## Quan điểm chính trị
Montgomery không chỉ quan tâm đến chiến thắng bằng cách đánh bại Đức, mà còn đảm bảo rằng nước Anh vẫn được xem là một cường quốc sau chiến tranh, có thể ảnh hưởng đến chính sách toàn cầu. Chịu thiệt hại nặng nề ở Normandy sẽ làm giảm ảnh hưởng của Anh vào thời kỳ hậu chiến, và đặc biệt là sau chiến tranh châu Âu.Nhiều cuộc xung đột của Montgomery với Eisenhower dựa trên quyết tâm của ông để theo đuổi cuộc chiến "trên những phương thức phù hợp nhất với nước Anh". Số lượng các đơn vị chiến đấu mà người Anh đã tham gia vào cuối chiến tranh, thì ảnh hưởng của Anh nhỏ hơn so với các cường quốc mới nổi là Hoa Kỳ và Liên Xô. Vì thế, Montgomery bị đặt trong tình trạng tiến thoái lưỡng nan - Quân đội Anh cần phải có vai trò quan trọng phân nữa trong giải phóng châu Âu, nhưng không gây ra thương vong nặng nề mà điều này thì khó thực hiện. Quân đoàn 21 hiếm hoi sở hữu đủ lực lượng, tuy nhiên các đơn vị còn lại phải được sử dụng một cách tiết kiệm.
Điều này đã được báo cáo cho Văn phòng chiến tranh rằng "Montgomery phải rất cẩn thận về những gì ông ấy làm trên sườn phía đông chiến trường vì trên sườn đó là lực lượng quân đội Anh duy nhất còn lại". Bối cảnh thương vong của Anh và sự thiếu quân tiếp viện, khiến Montgomery phải "quá thận trọng". Giải pháp của Montgomery đối với tình thế tiến thoái lưỡng nan là cố gắng giữ tư lệnh của tất cả các lực lượng mặt đất cho đến khi kết thúc chiến tranh, với bất kỳ chiến thắng nào đạt được.
Montgomery nổi tiếng vì thiếu sự khéo léo và ngoại giao. Ngay cả "người bảo trợ" của ông, Alan brooke, thường nhắc đến nó trong nhật ký chiến tranh của mình: "Ông ta phải chịu trách nhiệm vì sai sót không rõ ràng". Một sự cố minh họa điều này xảy ra trong chiến dịch Bắc Phi khi Montgomery đặt cược với Walter Bedell Smith rằng ông ta có thể bắt được Sfax vào giữa tháng 4 năm 1943. Smith trả lời đùa rằng nếu Montgomery có thể làm điều đó, Smith sẽ cho ông ta một Phi đội bay hoàn chỉnh với phi hành đoàn. Smith nhanh chóng quên tất cả về nó, nhưng Montgomery không, và khi bắt được Sfax vào ngày 10 tháng 4, ông đã gửi một tin nhắn tới Smith "tuyên bố chiến thắng của mình". Smith đã cố gắng để cười xòa, và Montgomery đã không có được nó Phi đội bay. Ngay cả Alan brooke cũng nghĩ rằng nó là "sự ngu ngốc khủng khiếp".

## Cuối đời
Sau chiến tranh, Montgomery trở thành Tổng Tư lệnh của Quân đội Anh Rhine (BAOR), tên được đặt cho Lực lượng chiếm đóng của Anh, và là thành viên của Hội đồng kiểm soát Đồng minh Anh. Montgomery cũng là Chủ tịch CLB Bóng đá Portsmouth từ năm 1944 đến năm 1961. Ông là Giám đốc của Imperial General Staff (CIGS) từ 1946 đến 1948, kế nhiệm Alan brooke.
Ông là chủ tịch của cơ quan quản lý của trường St John ở Leatherhead, Surrey, 1951-1966, và một người ủng hộ hào phóng. Montgomery là một Thành viên danh dự của Câu lạc bộ Winkle, một tổ chức từ thiện nổi tiếng ở Hastings, đông Sussex.
Năm 1976 Montgomery chết tại nhà Isington Mill ở Isington, ở hạt Hampshire, ở tuổi 88. Sau một đám tang tại nhà nguyện St George, Windsor, thi thể ông được chôn cất tại nhà thờ Holy Cross, ở Binsted, Hampshire.